# Falvaterra
Falvaterra település Olaszországban, Lazio régióban, Frosinone megyében. Lakosainak száma 514 fő (2023. január 1.). Falvaterra Arce, Ceprano, San Giovanni Incarico, Castro dei Volsci és Pastena községekkel határos.

## Népesség
A település lakossága az elmúlt években az alábbi módon változott:
| Lakosok száma | 559  | 548  | 514  |
|               | 2017 | 2018 | 2023 |